# Грачов Олексій Петрович
Олексій Петрович Грачов (березень 1896, станція Обідімо Тульського повіту Тульської губернії, тепер Тульська область, Російська Федерація — розстріляний 28 липня 1938, місто Москва) — радянський діяч, голова виконавчого комітету Нижньогородської (Горьковської) міської ради, 1-й секретар Кіровського міського комітету ВКП(б), в.о. голови виконавчого комітету Свердловської обласної ради. Депутат Верховної Ради СРСР 1-го скликання (1937—1938).

## Біографія
Народився в родині робітника-залізничника. У 1908 році закінчив початкову залізничну школу і до 1915 року працював на Сизрань-Вяземській і Курській залізницях.
У серпні 1915 року мобілізований до російської армії, служив у 265-му піхотному Вишнєволоцькому полку, унтер-офіцер. У березні 1917 року отримав отруєння газом, півроку провів в лазареті, потім був демобілізований і повернувся робітникам на Курську залізницю.
Член РКП(б) з листопада 1919 року.
У січні — квітні 1920 року — політичний комісар з просування палива в містах Тулі, Ліхвіні. У квітні 1920 — серпні 1923 року — секретар дільничного політичного відділу, уповноважений Комітету профспілки залізничників, секретар комітету РКП(б), секретар, завідувач організаційного відділу Комітету профспілки залізничників станції Тула-Ліхвінська Курської залізниці.
У серпні 1923 — грудні 1925 року — голова місцевого комітету шляху, завідувач тарифно-економічного відділу дільничного комітету профспілки залізничників станції Нижній Новгород.
У грудні 1925 — квітні 1927 року — секретар комітету РКП(б) станції Нижній Новгород.
У квітні 1927 — серпні 1928 року — завідувач організаційного відділу Канавинського районного комітету ВКП(б) Нижньогородської губернії.
У серпні 1928 — червні 1929 року — голова виконавчого комітету Канавинської районної ради міста Нижнього Новгороду.
У червні 1929 — серпні 1931 року — відповідальний секретар Канавинського районного комітету ВКП(б) міста Нижнього Новгороду.
У серпні 1931 — грудні 1934 року — голова виконавчого комітету Нижньогородської (Горьковської) міської ради.
У грудні 1934 — серпні 1935 року — голова Кіровської крайової ради профспілок.
У серпні 1935 — квітні 1937 року — 1-й секретар Кіровського міського комітету ВКП(б). У квітні — червні 1937 року — 2-й секретар Кіровського міського комітету ВКП(б).
У червні — жовтні 1937 року — завідувач промислово-транспортного відділу Свердловського обласного комітету ВКП(б).
16 жовтня 1937 — 28 квітня 1938 року — в.о. голови виконавчого комітету Свердловської обласної ради. Входив до складу особливої трійки НКВС СРСР. У квітні 1938 року Грачов знятий з посади «як такий, що не впорався з роботою і не виправдав довіри ЦК ВКП(б)».
12 квітня 1938 року заарештований органами НКВС СРСР, етапований в Москву і 28 липня 1938 року засуджений Військовою колегією Верховного Суду СРСР до розстрілу. Того ж дня розстріляний на полігоні НКВС «Комунарка» біля Москви. Реабілітований в 1957 році.